# Full Gear (2020)
Full Gear (2020) foi um evento de luta livre profissional em formato pay-per-view (PPV) produzido pela All Elite Wrestling. Aconteceu em 7 de novembro de 2020 no Daily's Place em Jacksonville, Flórida. Foi o segundo evento da cronologia Full Gear.
Nove lutas foram disputadas no evento, incluindo uma no pré-show. No evento principal, Jon Moxley derrotou Eddie Kingston em uma luta "I quit" para reter o AEW World Championship . Em outras lutas importantes, The Young Bucks (Matt Jackson e Nick Jackson) derrotaram FTR (Cash Wheeler e Dax Harwood) para vencerem o AEW World Tag Team Championship, Hikaru Shida derrotou Nyla Rose para reter o AEW Women's World Championship, Darby Allin derrotou Cody Rhodes para vencer o AEW TNT Championship e Kenny Omega derrotou "Hangman" Adam Page na final do AEW World Championship Eliminator Tournament.

## Produção

### Conceito
Durante o All Out em 5 de setembro de 2020, a All Elite Wrestling anunciou que seu próximo pay-per-view seria o Full Gear, estabelecendo assim o Full Gear como um evento anual da AEW. Em 6 de novembro, um dia antes do Full Gear, a TNT exibiu um especial de televisão de uma hora com uma prévia do evento chamado Countdown to Full Gear, com média de 245.000 espectadores.

### Rivalidades
Full Gear apresentou lutas de wrestling profissional que envolviam diferentes lutadores de rivalidades e histórias preexistentes. Os lutadores retrataram heróis, vilões ou personagens menos distintos em eventos programados que criaram tensão e culminaram em uma luta ou série de lutas. As histórias foram produzidas nos programas semanais da AEW Dynamite e Dark e na série do YouTubedos The Young Bucks, Being The Elite.
No episódio de 23 de setembro do Dynamite, Jon Moxley manteve o Campeonato Mundial AEW sobre Eddie Kingston, fazendo-o desmaiar com um estrangulamento. No episódio de 14 de outubro, Kingston atacou Moxley após a luta deste último com Lance Archer, proclamando que ele nunca havia desistido. Na semana seguinte, Moxley foi escalado para defender o título contra Kingston em uma luta "I quit" no Full Gear.
No episódio de 30 de setembro do Dynamite, foi anunciado que haveria um torneio de eliminação única de oito homens terminando no Full Gear com o vencedor recebendo uma futura luta pelo AEW World Championship. Jungle Boy, Rey Fenix, Kenny Omega, Wardlow, Colt Cabana, Adam Page, Joey Janela e Penta El Zero M foram anunciados como participantes. O torneio ocorreu no mês seguinte com os ex-parceiros Omega e Page avançando para a final no Full Gear.
Uma luta de quatro duplas foi agendada para o episódio de 14 de outubro do Dynamite, com a equipe vencedora desafiando FTR (Dax Harwood e Cash Wheeler) pelo Campeonato Mundiaç de Duplas da AEW no Full Gear. As quatro equipes foram escolhidas aleatoriamente e foram Private Party (Isiah Kassidy e Marq Quen), Alex Reynolds e John Silver da Dark Order, The Butcher e The Blade e The Young Bucks (Matt Jackson e Nick Jackson). A luta foi vencida pelo The Young Bucks. Em uma promo no episódio de 28 de outubro, The Young Bucks disse que se eles não ganhassem no Full Gear, eles nunca lutariam pelo título novamente.
Depois que Cody lutou contra Orange Cassidy até o limite de tempo e reteve o AEW TNT Championship no episódio de 14 de outubro do Dynamite, foi anunciado que Darby Allin lutaria pelo título no Full Gear. Antes do Full Gear, Cody teve uma revanche pelo título com Cassidy em uma luta lumberjack no Dynamite em 28 de outubro, que Cody venceu, mantendo-o como o atual campeão contra Allin.
Depois que Matt Hardy derrotou Sammy Guevara em uma luta Broken Rules no All Out, Hardy tirou uma folga até ser liberado para retornar, devido a uma lesão sofrida durante a luta. Ele se reuniu com Private Party (Isiah Kassidy e Marq Quen) como seu empresário, mas foi atacado nos bastidores antes da luta no episódio de 16 de setembro do Dynamite. O atacante foi posteriormente revelado como Guevara e foi anunciada a luta "The Elite Deletion", que acontecerá no The Hardy Compound em Cameron, Carolina do Norte.
Em 15 de julho, no Fight for the Fallen, Nyla Rose revelou Vickie Guerrero como sua manager. Após a luta de Rose no episódio de 13 de outubro do Dark, a dupla conhecida como "The Vicious Vixens", desafiou Hikaru Shida para uma luta pelo AEW Women's World Championship. No episódio de 28 de outubro do Dynamite, Shida aceitou o desafio e a luta foi oficialmente anunciada.
MJF, que originalmente queria se juntar ao The Inner Circle de Chris Jericho em 13 de novembro de 2019, procurou se juntar a grupo depois de desafiar Jon Moxley pelo AEW World Championship no All Out sem sucesso. MJF convidou Jericho para o "Le Dinner Debonair", um jantar de filé onde eles apresentaram Me and My Shadow, durante o qual Jericho anunciou que o Inner Circle realizaria uma reunião na Town Hall para decidir se MJF deveria se juntar ao grupo. Depois de várias perguntas de Eric Bischoff e outros, Jericho mencionou que MJF nunca o venceu e daria a ele uma luta no Full Gear, permitindo que MJF se juntasse ao grupo se ele vencesse.

## Evento
| Função                    | Nome                            |
| ------------------------- | ------------------------------- |
| Comentaristas em inglês   | Jim Ross (PPV)                  |
| Comentaristas em inglês   | Tony Schiavone (Pre-show e PPV) |
| Comentaristas em inglês   | Excalibur (Pre-show e PPV)      |
| Comentaristas em inglês   | Don Callis (Omega vs. Page)     |
| Comentaristas em espanhol | Alex Abrahantes                 |
| Comentaristas em espanhol | Dasha Gonzalez                  |
| Comentaristas em espanhol | Willie Urbina                   |
| Comentaristas em alemão   | Günter Zapf                     |
| Comentaristas em alemão   | Mike Ritter                     |
| Comentaristas em francês  | Alain Mistrangélo               |
| Comentaristas em francês  | Norbert Feuillan                |
| Anunciador de ringue      | Justin Roberts                  |
| Árbitros                  | Aubrey Edwards                  |
| Árbitros                  | Bryce Remsburg                  |
| Árbitros                  | Frank gastineau                 |
| Árbitros                  | Mike Chioda                     |
| Árbitros                  | Mike Posey                      |
| Árbitros                  | Paul Turner                     |
| Árbitros                  | Rick Knox                       |

### The Buy-In
No pré-show Buy-In, uma luta foi disputada entre Allysin Kay e e Serena Deeb pelo NWA World Wome's Championship. Deeb manteve o título após finalizar Kay com o "Serenity Lock". Após a luta, Deeb foi confrontada pela ex-campeã Thunder Rosa.

### Lutas preliminares
O pay-per-view começou com a  final do torneio entre "Hangman" Adam Page e Kenny Omega, com o vencedor recebendo uma luta futura pelo AEW World Championship. Omega aplicou um "One Winged Angel" em Page para vencer a luta.
Em seguida, John Silver enfrentou Orange Cassidy. No final, Cassidy executou um "Beach Break" em Silver para vencer a luta.
Depois disso, Cody (acompanhado por Arn Anderson) defendeu o AEW TNT Championship contra Darby Allin. No final, enquanto os dois lutadores tentavam imobilizar um ao outro com um roll-up, Allin derrotou Cody com um roll-up para vencer o título.
Na quarta luta, Hikaru Shida defendeu o AEW Women's World Championship contra Nyla Rose (acompanhada por Vickie Guerrero). Shida manteve o título, ao derrotar Rose após vários golpes no joelho.

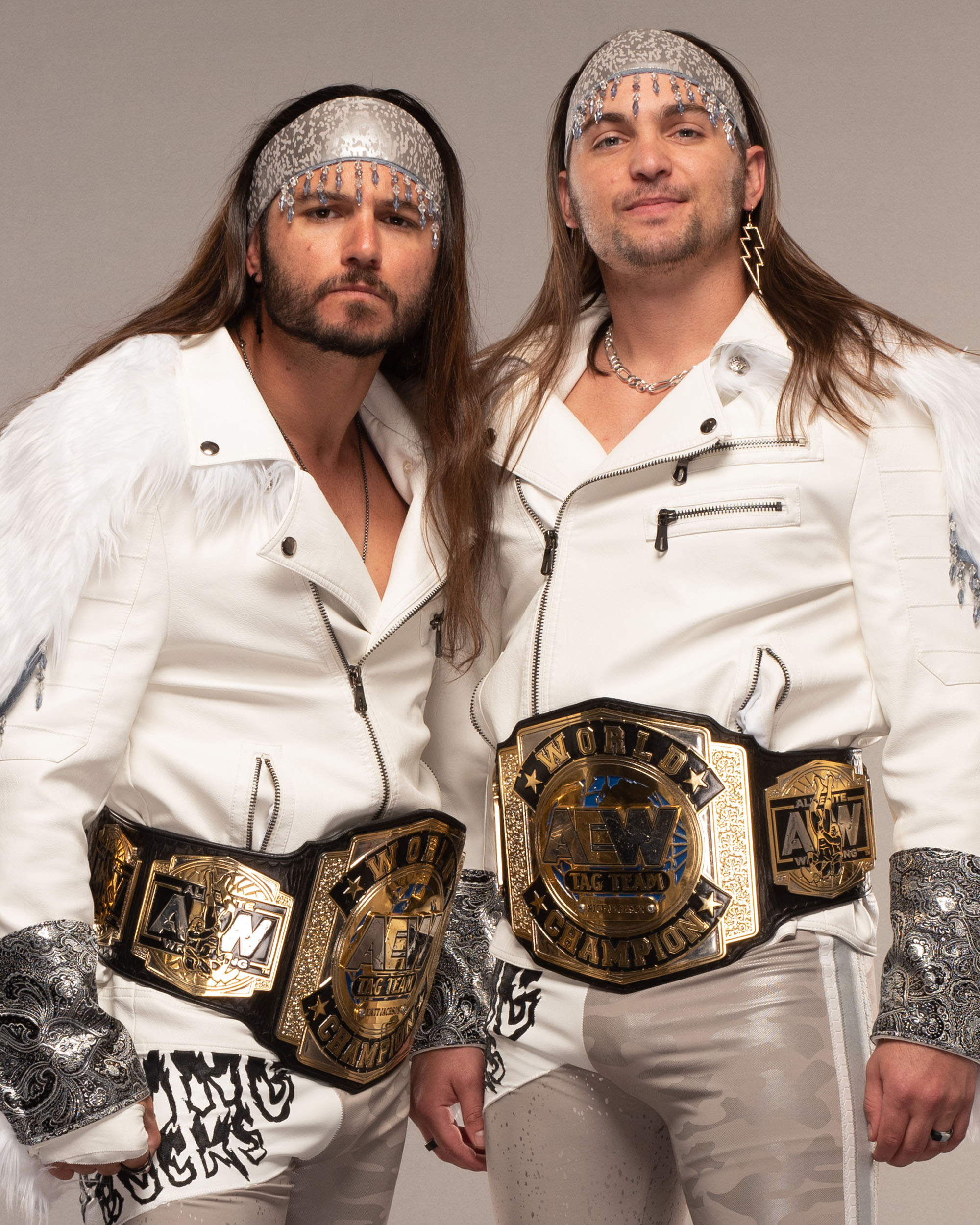
The Young Bucks conquistaram o AEW World Tag Team Championship pela primeira vez no Full Gear.

Em seguida, FTR (Cash Wheeler e Dax Harwood) defenderam o AEW World Tag Team Championship contra The Young Bucks (Matt Jackson e Nick Jackson). Se os The Young Bucks perdesse, eles nunca mais iriam lutar pelo título novamente. No final, Matt Jackson realizou um "Superkick" em Cash Wheeler para vencer a luta e o título.
Depois disso, Matt Hardy enfrentou Sammy Guevara na luta The Elite Deletion, que aconteceu no Hardy's Compound. Durante a luta, Gangrel e Hurricane Helms fizeram uma aparição surpresa, com Gangrel ajudando Guevara e Helms ajudando Hardy. No final, Hardy derrotou Guevara após um aplicar uma cadeirada na cabeça de Guevara.
Na penúltima luta, Chris Jericho enfrentou MJF (acompanhado por Wardlow) em uma luta que se MJF vencesse, ele seria autorizado a se juntar ao The Inner Circle. No final, MJF aplicou um roll-up em Jericho para vencer a luta, juntando-se posteriormente ao The Inner Circle. Em decorrência disso, Wardlow se juntou ao grupo também.

### Evento principal
No evento principal, Jon Moxley defendeu o AEW World Championship contra Eddie Kingston em uma luta "I quit". No final, Moxley sufocou Kingston com arame farpado, o que fez Kingston dizer "I quit", portanto Moxley manteve o título.

## Recepção
Apesar do pay-per-view anterior, o Full Gear foi aclamado pela crítica. O Full Gear teve uma participação socialmente distante de pouco mais de 1.000 pessoas e uma renda de bilheteria de $60.000, considerado a segunda maior multidão de wrestling desde o início da pandemia de COVID-19 e a maior bilheteria, com aproximadamente 100.000 compras de pay-per-view. O evento foi universalmente aclamado por críticos e fãs, com muitos chamando-o de o melhor PPV de 2020, e muitos elogiando a luta The Young Bucks–FTR, que Dave Meltzer do Wrestling Observer Newsletter deu 5,25 estrelas, a quinta luta AEW a ser classificado com 5 estrelas ou mais por Meltzer, e a terceira luta da AEW a quebrar seu sistema de classificação de 5 estrelas. Suas avaliações para as outras lutas incluem: 2,5 para Deeb–Kay, 4,5 para Omega–Page, 3,5 para Cassidy–Silver, 4,25 para Allin–Rhodes, 3,25 para Shida–Rose, 3,5 para MJF–Jericho e 4,25 para Moxley-Kingston. Não houve classificação para Hardy-Guevara porque foi uma luta cinematográfica.
Justin Barrasso, da Sports Illustrated, disse que o evento "superou as expectativas", Omega-Page foi "escandalosamente bom", Allin-Rhodes foi o "maior momento da carreira de Allin", The Young Bucks-FTR "teve a melhor performance da noite", e Moxley-Kingston "não era para os fracos de coração". Chris Bengel, do CBSSports.com, disse que o evento "não decepcionou", a narrativa de MJF–Jericho foi "fenomenal", The Young Bucks–FTR foi "indiscutivelmente uma das melhores lutas em algum tempo" e Moxley-Kingston foi "divertido". Joseph Staszewski do New York Postdisse que a AEW "atingiu uma tonelada de notas altas" no evento, Hardy-Guevara "teve seus momentos divertidos", The Young Bucks-FTR "entregou uma carta de amor para o tag team wrestling em sua tão esperada luta dos sonhos que correspondeu a todo o hype", e Moxley-Kingston foi "brutal e às vezes desconfortável".
Jason Powell afirmou que o Full Gear "parecia um grande show no papel e atendeu às [suas] expectativas", exceto para a luta Hardy-Guevara. Powell descreveu Bucks – FTR como "uma luta infernal", elogiando a história de que "FTR indo contra seu lema 'sem flips, apenas punhos' explodiu em seus rostos" e questionou por que essa luta não era o evento principal.

## Depois do evento
No episódio seguinte do Dynamite, foi anunciado que Jon Moxley defenderia o AEW World Championship contra Kenny Omega no episódio de 2 de dezembro, intitulado Winter Is Coming.

## Resultados

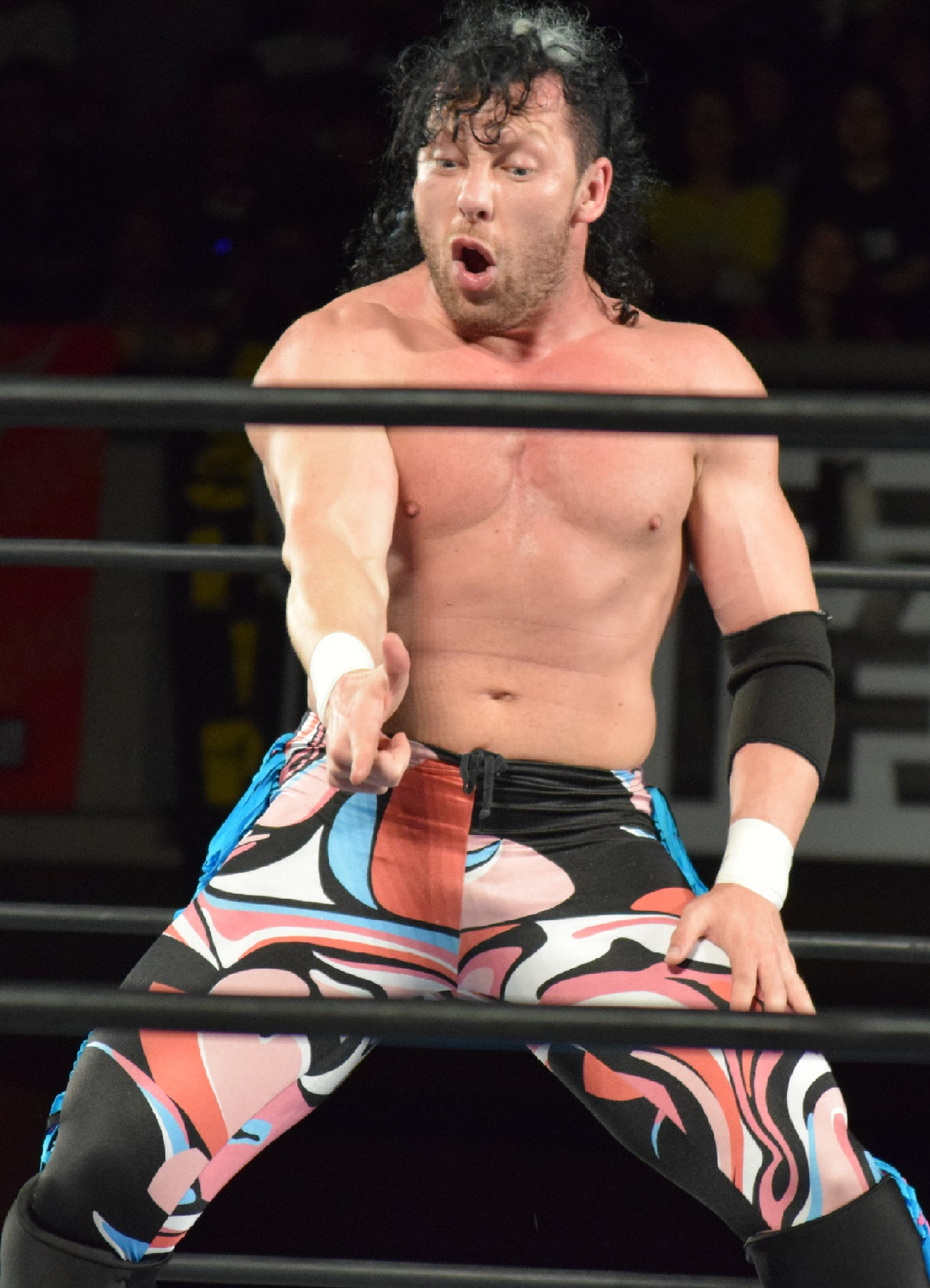
Kenny Omega derrotou Adam Page na final do torneio garantindo uma futura luta pelo AEW World Championship.

| Nº                                          | Resultados                                                                                    | Estipulações | Tempo |
| ------------------------------------------- | --------------------------------------------------------------------------------------------- | --- | ----- |
| Pré- show                                   | Serena Deeb (c) derrotou Allysin Kay por submissão                                            | Luta individual pelo NWA World Women's Championship | 10:25 |
| 1                                           | Kenny Omega derrotou "Hangman" Adam Page                                                      | Luta individual pela final do AEW World Championship Eliminator Tournament O vencedor receberia uma luta futura pelo AEW World Championship.                                                             | 16:25 |
| 2                                           | Orange Cassidy derrotou John Silver                                                           | Luta individual | 9:40  |
| 3                                           | Darby Allin derrotou Cody Rhodes (c) (com Arn Anderson)                                       | Luta individual pelo AEW TNT Championship | 17:00 |
| 4                                           | Hikaru Shida (c) derrotou Nyla Rose (com Vickie Guerrero)                                     | Luta individual pelo AEW Women's World Championship | 14:10 |
| 5                                           | The Young Bucks (Matt Jackson e Nick Jackson) derrotaram FTR (Cash Wheeler e Dax Harwood) (c) | Luta de duplas pelo AEW World Tag Team Championship Se os The Young Bucks perdessem, eles nunca mais poderiam lutar pelo Campeonato Mundial de Duplas da AEW. Tully Blanchard estava banido do ringside. | 28:35 |
| 6                                           | Matt Hardy derrotou Sammy Guevara                                                             | Luta The Elite Deletion | 19:39 |
| 7                                           | MJF (com Wardlow) derrotou Chris Jericho                                                      | Luta individual Se MJF vencesse, ele e Wardlow entrariam para o The Inner Circle. | 16:10 |
| 8                                           | Jon Moxley (c) derrotou Eddie Kingston                                                        | Luta "I quit" pelo AEW World Championship | 17:35 |
| (c) – Refere-se aos campeões antes da luta. |                                                                                               | |       |

### AEW World Championship Eliminator Tournament
|  | Quartas de final Dynamite (21 de outubro de 2020) | Quartas de final Dynamite (21 de outubro de 2020) | Quartas de final Dynamite (21 de outubro de 2020) |             |                     | Semifinais Dynamite (28 de outubro de 2020) | Semifinais Dynamite (28 de outubro de 2020) | Semifinais Dynamite (28 de outubro de 2020) |  |  | Final Full Gear (7 de novembro de 2020) | Final Full Gear (7 de novembro de 2020) | Final Full Gear (7 de novembro de 2020) |  |
|  |                                                   |                                                   |                                                   |             |                     |                                             |                                             |                                             |  |  |                                         |                                         |                                         |  |
|  | 1                                                 | Penta El Zero M                                   | Desistência                                       |             |                     |                                             |                                             |                                             |  |  |                                         |                                         |                                         |  |
|  | 1                                                 | Penta El Zero M                                   | Desistência                                       |             |                     |                                             |                                             |                                             |  |  |                                         |                                         |                                         |  |
|  | 8                                                 | Rey Fenix                                         | 14:00                                             |             |                     |                                             |                                             |                                             |  |  |                                         |                                         |                                         |  |
|  | 8                                                 | Rey Fenix                                         | 14:00                                             |             | Penta El Zero Miedo | Penta El Zero Miedo                         | 17:15                                       |                                             |  |  |                                         |                                         |                                         |  |
|  |                                                   |                                                   |                                                   |             | Penta El Zero Miedo | Penta El Zero Miedo                         | 17:15                                       |                                             |  |  |                                         |                                         |                                         |  |
|  |                                                   |                                                   | Kenny Omega                                       | Kenny Omega | Pin                 |                                             |                                             |                                             |  |  |                                         |                                         |                                         |  |
|  | 4                                                 | Kenny Omega                                       | Kenny Omega                                       | Kenny Omega | Pin                 | Pin                                         |                                             |                                             |  |  |                                         |                                         |                                         |  |
|  | 4                                                 | Kenny Omega                                       |                                                   |             |                     |                                             |                                             |                                             |  |  |                                         |                                         |                                         |  |
|  | 5                                                 | Sonny Kiss                                        | 0:25                                              |             |                     |                                             |                                             |                                             |  |  |                                         |                                         |                                         |  |
|  | 5                                                 | Sonny Kiss                                        | 0:25                                              |             | Kenny Omega         | Kenny Omega                                 | Pin                                         |                                             |  |  |                                         |                                         |                                         |  |
|  |                                                   |                                                   |                                                   |             |                     |                                             |                                             |                                             |  |  |                                         |                                         |                                         |  |
|  |                                                   |                                                   | Adam Page                                         | Adam Page   | 16:25               |                                             |                                             |                                             |  |  |                                         |                                         |                                         |  |
|  | 2                                                 | Colt Cabana                                       | Adam Page                                         | Adam Page   | 16:25               | 10:50                                       |                                             |                                             |  |  |                                         |                                         |                                         |  |
|  | 2                                                 | Colt Cabana                                       |                                                   |             |                     |                                             |                                             |                                             |  |  |                                         |                                         |                                         |  |
|  | 7                                                 | Adam Page                                         | Pin                                               |             |                     |                                             |                                             |                                             |  |  |                                         |                                         |                                         |  |
|  | 7                                                 | Adam Page                                         | Pin                                               |             | Adam Page           | Adam Page                                   | Pin                                         |                                             |  |  |                                         |                                         |                                         |  |
|  |                                                   |                                                   |                                                   |             | Adam Page           | Adam Page                                   | Pin                                         |                                             |  |  |                                         |                                         |                                         |  |
|  |                                                   |                                                   | Wardlow                                           | Wardlow     | 9:50                |                                             |                                             |                                             |  |  |                                         |                                         |                                         |  |
|  | 3                                                 | Wardlow                                           | Wardlow                                           | Wardlow     | 9:50                | Pin                                         |                                             |                                             |  |  |                                         |                                         |                                         |  |
|  | 3                                                 | Wardlow                                           |                                                   |             |                     |                                             |                                             |                                             |  |  |                                         |                                         |                                         |  |
|  | 6                                                 | Jungle Boy                                        | 8:20                                              |             |                     |                                             |                                             |                                             |  |  |                                         |                                         |                                         |  |